# Налоговая система Франции
Налоговая система Франции — совокупность общегосударственных и местных налогов и сборов Франции, взимаемых в установленном порядке.

## Развитие налоговой системы
Согласно решению Генеральных штатов в 1314 г. впервые был задекларирован принцип, согласно которому новые налоги вводятся не королевским приказом, а парламентским законом. С 1341 г. вводится налог на соль в форме соляной регалии (позже откупа), а с 1439 г. — налог на земли и здания (талья). Кардинал Ришельё чётко сформулировал главную стратегию фискальной политики: «Не следует перегружать подданных налогами, но не следует и брать с них меньше, чем нужно для нужд государства».
В 1648—1652 гг во Франции разгорелась гражданская война, вошедшая в историю под названием Фронда. Непосредственной причиной Фронды стали непопулярные фискальные меры правительства, в частности введения обременительного налога на дома, что вызвало недовольство всех слоев населения. Подавление Фронды знаменовало победу королевского абсолютизма над оппозиционным ему парламентом, открыв путь к неограниченному произволу в сфере налогообложения.
Во Франции эпохи абсолютизма получила широкое распространение откупная система налогов — передача на договорной основе сбора налогов частным лицам, которые в порядке предоплаты вносили государству оговорённую сумму дохода в обмен на право собирать платежи с налогоплательщиков. Поскольку условия налоговых откупов не подлежали законодательной регламентации, открылись большие возможности для казнокрадства и коррупции. По оценкам современников, в XVIII веке в казну государства поступала лишь половина фактически собранных налогов, остальные оставалась откупщикам.
Жан-Батист Кольбер (1619—1683) находясь на посту министра финансов несколько облегчил бремя налогов для бедных и жестоко расправился с казнокрадами. Через сто лет Анн Робер Жак Тюрго (1727—1781) обратил внимание на проблему социальной несправедливости в налогообложении. Он предупреждал, что сословные привилегии в форме налогового иммунитета для дворян и духовенства разрушительны для государственных финансов и, кроме того, оказывают деморализующее влияние на общество. Он отказался от практики подношений генеральному контролёру (министру) финансов взятки в 100 тыс. ливров при ежегодном заключении откупного контракта.
Великая французская революция оказала значительное влияние на развитие налоговой системы Франции. В статье 14 «Декларации прав человека и гражданина» (1789 г.) провозглашалось: «Все граждане имеют право устанавливать сами или через своих представителей необходимость государственного обложения, добровольно соглашаться на его взимание, следить за его расходованием и определять его долевой размер, основание, порядок и продолжительность взимания». Великая французская революция также принесла с собой отмену налоговых иммунитетов и церковной десятины.
В течение 1807—1850 гг во Франции состоялся налоговый кадастр всех земель, охвативший все наделы в пределах государства. В XIX в. во Франции, впервые в Европе, введены акцизы на отдельные виды товаров, а также введён налог на ценные бумаги. Следующее столетие было также отмечено новациями в налоговой системе: были введены налоги на прибыль, на оборот, а в 1954 г. впервые в истории был принят принцип налога на добавленную стоимость.

## Особенности налоговой системы Франции
От других стран Западной Европы национальная налоговая система Франции отличается лишь некоторыми, но заметными особенностями. Во-первых, для Франции свойственны высокие социальные налоги — платежи и взносы в фонды социального назначения (более 40 % общей суммы обязательных платежей и налогов по сравнению с около 30 % в среднем по странам Европейского Союза). Во-вторых, структура французской налоговой системы исторически сложилась таким образом, что фискальное значение косвенного налогообложения (налогов на потребление) в общей сумме государственных доходов превышает долю прямых. Не случайно именно Франция — родина налога на добавленную стоимость. В-третьих, в основе бюджетного процесса находится принцип приоритета ресурсов. В отличие от многих других стран, это означает утверждение парламентом сначала доходной части бюджета, а затем расходной. В-четвёртых, вопреки давней традиции централизованного управления с начала 80-х годов правительство проводит политику децентрализации, которая заключается в расширении прав местных органов самоуправления и сопровождается соответствующим перераспределением налоговых поступлений. В-пятых, согласно требованиям унификации налоговых систем в рамках Европейского Союза в последнее десятилетие наблюдается снижение ставок налогообложения с одновременным расширением налоговой базы за счёт отмены льгот.
Все законы Французской Республики, касающиеся введения новых или уничтожения старых налогов, сферы их применения, ежегодно утверждаются парламентом при принятии государственного бюджета. Кроме законов, действуют различные декреты и распоряжения, которые принимаются с целью дополнения, детализации и объяснений действующих законов.
Всего налоги и сборы во Франции составляют около 90 % доходной части бюджета. При достаточно централизованной системе законодательства в сфере налогообложения местным органам самоуправления отводится относительная автономия. Они имеют возможность самостоятельно устанавливать местные налоги, их ставки и порядок взыскания. При этом во Франции действует достаточно чёткая система распределения налогов в центральный и местные бюджеты. Но в последнее время[когда?] появилась тенденция децентрализации налоговой политики. Это связано с расширением прав местных органов власти в вопросах благоустройства, экологии, градостроительства, профессиональной подготовки специалистов и т. д., что требует дополнительных поступлений в местные бюджеты.

## Организация фискального контроля
Налоговая служба Франции находится в составе Министерства экономики, финансов и бюджета, возглавляемого министром-делегатом по делам бюджета. Администрирование налогов осуществляют Главное налоговое управление и Главное управление пошлин и других поступлений. Структурно Главное налоговое управление состоит из пяти отделов: 1) отдел подготовки законодательства (функции: разработка проектов законов и других нормативных актов в сфере налогообложения) 2) отдел общего управления налогами (функции: обеспечение аккумуляции налоговых поступлений в государственном бюджете) 3) отдел рассмотрения споров (функции: рассмотрение жалоб и подготовка материалов для уголовного преследования за налоговые правонарушения) 4) отдел по делам земель и государственного имущества (функции: кадастровая оценка земель, управление движимым и недвижимым государственным имуществом), 5) отдел кадров (функции : кадровое обеспечение налоговой службы).
Главное управление пошлин и других поступлений организует работу таможенных пунктов на границах Франции и внутри страны. Оно обеспечивает надзор за соблюдением государственного запрета на продажу оружия, наркотиков и т. д.. А также осуществляет санитарный контроль внешней торговли.
Главное управление учёта определяет объем государственных доходов на основе данных о налоговых поступлениях, поступающих от управлений налогов и пошлин и других государственных ведомств.
Численность налоговой службы составляет около 80 тыс. работников, занятых в 830 налоговых и 16 информационных центрах. Известно, что персонал налоговых органов подбирают путём тщательного отсева. Сотрудники налоговых центров рассчитывают налоговую базу по каждому налогу, собирают налоговые платежи, контролируют правильность уплаты налогов. Взимание налогов регламентируется Налоговым кодексом, который считают образцовым для других стран. Каждый кодекс уточняют при утверждении закона о бюджете и выдают комментарии к кодексу.
О налоговом контроле во Франции дают представление некоторые детали системы наказаний и организации налоговых проверок. Так, за несвоевременное представление декларации налог взимается в полной сумме с одновременным наложением штрафа в размере 0,75 % в месяц (9 % в год). Если доход скрыт умышленно с целью уклонения, то штраф составляет от 40 до 80 % от суммы начисленного налога. В случае регулярного умаления доходов налоги взимают в бесспорном порядке со счетов плательщика. При серьёзных нарушениях налогового законодательства (фальсификация документов и т. п.) предусматривается уголовная ответственность, вплоть до тюремного заключения.
Во Франции обвинения в уклонении от уплаты налогов юридического лица предъявляют только руководителю предприятия, а в случае переплаты налогов соответствующая разница возвращается немедленно с процентами. Списание долгов (налоговая амнистия) проводится во время президентских выборов (один раз в пять лет).
Для Франции свойственны общепринятые в мировой фискальной практике санкции уголовного и административного характера за налоговые правонарушения. Отдельного внимания заслуживает оригинальное исправительно-воспитательное мероприятие: суд, после рассмотрения дела об уклонении от уплаты налогов путём обмана, даёт разрешение на повторяющуюся в течение трёх месяцев публикацию приговора в средствах массовой информации, а также сообщает о вынесении приговора по месту работы или жительства осуждённого.
В процессе сбора и обработки налоговой информации интенсивно применяются компьютеризированные технологии. Налоговая служба имеет специальное подразделение, занимающееся вопросами упрощения документооборота и автоматизации расчётов. Декларации обрабатываются в специальных вычислительных центрах, каждый из которых обслуживает несколько десятков налоговых центров, а также обеспечивает обмен налоговой информацией и услугами. Например, в случае необходимости определённый вычислительный центр может взять на себя обработку деклараций другого центра, перегруженного работой в настоящее время.
Налоговый процесс осуществляется по единой государственной системой бухгалтерского учёта, обязательной для всех категорий налогоплательщиков. При этом допускается упрощённый бухгалтерский учёт для мелких фирм. На всех предприятиях, расположенных в стране, в том числе иностранных, независимо от вида их деятельности (промышленность, строительство, сельское хозяйство, торговля и т. п.) для учёта затрат на производство продукции, выполнение работ и услуг, определения финансовых результатов используется единый план учёта. Это обеспечивает обобщение финансовых показателей по всей стране, что важно для составления прогнозов развития экономики, формирования проектов государственного бюджета, ведения национальной статистики; облегчает проведение анализа финансово-хозяйственной деятельности предприятий, а также осуществления налогового контроля; вносит уверенность в действия предпринимателей; создаёт условия для надлежащей автоматизированной обработки информации.
Работа по пересмотру и совершенствованию плана учёта возложена на национальный Совет бухгалтерского учёта — общественный межведомственный орган, в состав которого входят представители частного бизнеса, государственных институтов, высших учебных заведений, профессиональных союзов. Совет возглавляет ответственный работник Министерства экономики и финансов Франции, которому подчиняется рабочий аппарат, состоящий из высококвалифицированных специалистов в области бухгалтерского учёта.
Основная функция Совета состоит в совершенствовании бухгалтерского и аналитического учёта на предприятиях, приведение его в соответствие с требованиями экономического развития страны и фискальными интересами государства. Важно, что дискуссии по методологии учёта могут вестись до принятия решения, после принятия оно становится нормой, обязательной для всех предприятий и коммерческих организаций. Работа Совета ведётся на основе краткосрочных планов, информационной базой для которых служат материалы парламентских дебатов по проекту бюджета. Наряду с установлением правил учёта затрат и финансовых результатов Совет уделяет большое внимание упрощению учёта, а также вопросам унификации налогообложения и учёта согласно требованиям ЕС. Конечным результатом работы Совета служит периодический выпуск новой редакции плана учёта.

## Налоговые доходы центрального бюджета
В 2011 году удельный вес налогов в ВВП Франции равнялся 45,8 %, что примерно на 5 процентных пунктов выше средней нормы налогообложения в странах Европейского Союза. Доля отдельных налогов в ВВП составляла: подоходный налог — 8,1 %; налог на прибыль предприятий (компаний, корпораций) — 2,9 %; взносы на социальное страхование — 14,6 %; налоги на потребление (товары и услуги) — 12,3 %, другие налоги — 7,9 %. Структуру бюджетных доходов от налоговых поступлений, обязательных платежей и взносов составляют (в%): подоходный налог — 12,2; налог на прибыль корпораций — 5,2; взносы в фонды социального назначения — 43,3; налог на заработную плату — 1,8; налог на имущество — 4,8; налоги на товары и услуги — 29,4, другие налоги — 3,3 %.

### Налог на добавленную стоимость
Важнейшая доходная статья государственного (центрального) бюджета Франции — налог на добавленную стоимость (TVA, taxe sur la valeur ajoutée), введенный в 1954 г. на операции производственного и коммерческого характера.
По состоянию на начало 2001 г. французский НДС взимался по следующим ставкам: стандартной (20 %) и сниженным (2,2 % и 5,5 %). Налогообложения по сниженной ставке предусмотрено для сельскохозяйственной продукции и продовольствия, медикаментов и медицинского оборудования, книг, грузовых и пассажирских перевозок, культурных и культурно-зрелищных мероприятий, туристических и гостиничных услуг, а также для обедов работников предприятий в течение рабочего дня. Повышенная ставка — 22 % — устанавливается в основном на алкоголь, автомобили, табачные изделия, предметы роскоши.
Льготы, освобождающие от уплаты НДС, распространяются на:
- Малые предприятия — в тех случаях, если их оборот за финансовый год не превышает 70 тыс. евро.
- Все операции, связанные с экспортом. Субъекты предпринимательства, осуществляющие экспортные соглашения, пользуются правом на возмещение уплаченного ими НДС за ценности, купленные у поставщиков и использованные при производстве экспортной продукции или работ и услуг.
- Банковская и финансовая деятельность.
- Услуги частных врачей и преподавателей.
- Сельское хозяйство и рыболовство.
- Государственные учреждения, осуществляющие административные, социальные, культурные и спортивные функции.

НДС уплачивается один раз в месяц согласно представленной декларации. Кроме налога на добавленную стоимость, налогообложение потребления, как правило, осуществляется с помощью акцизов на нефтепродукты; электроэнергию; спиртные напитки и пиво; минеральную воду; табачные изделия, сахар и кондитерские изделия, некоторые продовольственные товары, произведённые из зерновых культур; спички; драгоценные металлы и ювелирные изделия; произведения искусства и антиквариат; страховые и биржевые операции; игорный бизнес; зрелищные мероприятия; телевизионную рекламу.

### Налог на доходы
Среди прямых налогов во французской налоговой системе доминирует налогообложения доходов физических и юридических лиц (корпораций).
Подоходный налог с физических лиц обеспечивает около 1/5 доходов государственного бюджета. Налог распространяется на совокупность доходов, полученных физическим лицом в течение года из источников как в самой Франции, так и за рубежом, а именно: заработную плату, пенсию, ренту, доходы от всех видов коммерческой и некоммерческой деятельности, вознаграждения. Плательщиком данного налога считают так называемую фискальную единицу — семью в составе супругов и лиц, находящихся на иждивении. Для одиноких фискальной единицей является соответственно сам человек.
Подоходный налог взимается с лиц, доход которых превышает необлагаемый минимум (25610 евро в год). Применяется шестиразрядная прогрессивная шкала. Минимальная ставка 10,52 %, максимальная — 47 %. Одна из особенностей французского подоходного налогообложения заключается в системе так называемых коэффициентов. Не состоящие в браке плательщики без детей имеют коэффициент 1, супруги без детей — 2, супруги с одним ребёнком — 2,5, с двумя детьми — 3 и т. д. Налог рассчитывается в следующем порядке: общую сумму дохода делят на соответствующий коэффициент, вычисляют налог по ставке, предусмотренной для данной рубрики доходов, а полученную сумму умножают на тот же коэффициент. Например, если семья имеет коэффициент 3 и доход 300 тыс. евро, то определяют налог на 100 тыс., и полученный оклад налога увеличивают в три раза; смысл такой манипуляции — попадание в более низкий разряд при определении процентной ставки. Для некоторых категорий плательщиков (пенсионеров, инвалидов, а также лиц, получающих целевую помощь на питание) также предусмотрены налоговые льготы.

### Налоги на операции с недвижимостью, ценными бумагами и другим движимым имуществом
Для Франции свойственны особые правила налогообложения доходов, полученных от операций с недвижимостью, ценными бумагами и другим движимым имуществом. Так, доход, полученный в результате продажи недвижимого имущества, считается налогооблагаемым доходом в год продажи. При этом нулевая ставка действует по отношению к продаже дома или квартиры фактического проживания, от первой продажи, а также от продажи недвижимости, находившейся в собственности не менее 2 лет. Дифференциация ставок зависит от срока нахождения зданий в собственности продавца. По максимальной ставке облагаются доходы от реализации недвижимости, проданной в первые 2 года после её приобретения. Очевидно, что подобный порядок введён с целью препятствования спекулятивным операциям с недвижимым имуществом. Прибыль полученная от операций с ценными бумагами, облагаются по ставке 16 % в случае, если величина прибыли превышает 307600 евро (этот показатель был установлен ещё в 90-е годы и вполне возможно уже пересмотрен). Прибыль, полученная от операций с другим движимым имуществом, (кроме ценных бумаг), облагается налогом в случае, когда сумма сделки превышает 20000 евро. Для произведений искусства установлены две ставки: 4,5 % и 7 % — для предметов искусства, для изделий из драгоценных металлов — 7,5 %.

### Налог на заработную плату
Налог на заработную плату взимается на основе годового фонда оплаты труда (ФОТ) определённого работника в денежной и натуральной формах. Установлена прогрессивная шкала налогообложения: при годовом объёме ФОТ до 35,9 тыс. евро — 4,5 %, от 35901 до 71700 евро — 8,5 %, при превышении 71,7 тыс. — 13,5 %.

### Налог на профессиональное образование
Основная цель этого налога — нахождение средств на финансирование профессионально-технического образования в стране. Он взимается с фонда оплаты труда по ставке 0,5 % годового фонда оплаты труда предприятия в целом плюс 0,1 %. Если предприятие использует временную рабочую силу, ставка повышается до 2 %. На профессиональную подготовку молодёжи взимается дополнительно ещё 0,3 %. Кроме того, предприятие, на котором работает более 10 сотрудников, обязательно участвует в финансировании жилищного строительства, для чего отсчитывается 0,65 % годового фонда оплаты труда (при этом форма участия может быть любой: от прямого инвестирования до предоставления займа).

### Акцизный сбор
Акцизный сбор является вторым по удельному весу косвенным налогом после НДС. К подакцизным товарам относятся алкогольные напитки, табачные изделия, спички, изделия из драгоценных металлов, сахар, кондитерские изделия. Акцизы являются источником пополнения не только государственного бюджета, но и местных. Некоторые товары, в частности электроэнергия, облагаются ещё и налогом на добавленную стоимость.

### Налог на наследование
Налог на наследование и дарение введён в 1798 г. как часть социальных буржуазно-демократических преобразований во времена Великой французской революции. Субъекты налога: резиденты (наследники и реципиенты) во всех случаях перехода права собственности, а также нерезиденты при переходе права собственности на имущество, находящееся на территории Франции. Ставки для имущества, переходящего в собственность как в порядке наследства, так и дарения, едины. Имущество оценивается по рыночной стоимости. Не облагается имущество, которое по завещанию переходит в пользу государства, органов местного самоуправления, благотворительных организаций в самой Франции или в других странах, где действует система налогообложения наследства и дарений, аналогичная французской. Кроме того, из стоимости наследства и дарения подлежат вычету принятые во Франции и в других западных странах так называемые вечные семейные аннуитеты по принципу дожития. То есть, всю сумму выплат получает тот (та) из супругов, который переживёт другого. Необлагаемый минимум для супругов, потомков по прямой линии и родителей составляет 275 тыс. евро (для нетрудоспособных — 300 тыс.), для братьев и сестёр — 100 тыс. Для остальных категорий наследников облагается наследство, стоимостью выше 10 тыс. евро. Ставки налога в диапазоне от 5 до 60 % дифференцированные по двум признакам: в зависимости от стоимости имущества и по трём степеням родства наследников. Оригинальной чертой налогообложения наследства во Франции является неожиданное для данного вида налога экологическая, природоохранная направленность. Так, на 75 % снижается уровень налогообложения, если по наследству переходят леса, лесопосадки, а также земельная собственность, переданная в долгосрочную аренду.

### Налог на корпорации
Налогом на прибыль (акционерных) компаний, корпораций (impót sur les societés) облагаются юридические лица, «деятельность которых принимает форму эксплуатации различного рода ресурсов или имеет характер операций, связанных с получением прибыли» . Под эту формулировка французского закона подпадают хозяйствующие субъекты: не только частные акционерные компании и ассоциации, но и государственные предприятия, учреждения, коммунальные организации, которые пользуются финансовой автономией, производят товары и/или предоставляют услуги на предпринимательских началах. Налог распространяется на доходы, полученные от деятельности на территории как резидентами, так и нерезидентами. База налогообложения — задекларированный доход за отчётный (прошлый) год, данные о котором подаются налоговому ведомству не позднее 1 апреля текущего года. До момента окончательного расчёта плательщик ежеквартально вносит авансовые платежи. Базовая ставка налога — 33,33 % чистой прибыли, для компаний, которые реализуют нефть и газ, ставка повышена до 50 %. По сниженной ставке 20,9 % облагаются сельскохозяйственные фермы. По налогу с компаний предусмотрено много льгот. Так новым компаниям предоставляются льготы в течение пяти лет (первые два года налог вообще не уплачивается, на третий год — только 25 % ставки, четвёртый год — 50 %, пятый год — 75 % и только на шестом году ставка составляет 100 %). Действует налоговая льгота 25 % на прирост расходов компании на профессиональную подготовку кадров. Не облагается ускоренная амортизация, в частности, на компьютерное программное обеспечение (списывается 100 % за год), а также на оборудование, предназначенное для улучшения окружающей среды и экономии энергии. Не облагается налогом прибыль, направленная в резервные фонды для покрытия производственных затрат или возможных убытков в будущем, связанными с зарубежными инвестициями, изменениями конъюнктуры рынка, кредитными рисками, списанием безнадёжных долгов. Выручка от продажи активов облагается как обычный доход. Но направленная в резервный фонд выручка от продажи активов, которыми пользовались более двух лет, облагается налогом по сниженной ставке 19 %. Разумеется, такой порядок стимулирует избавление от старого оборудования. В силу интенсивных внешнеэкономических связей, особенно в странах ЕС, тщательно регламентировано налогообложения французских компаний за рубежом и иностранных корпораций во Франции. С целью недопущения двойного налогообложения с другими странами заключены налоговые конвенции, которые предусматривают право исключительного налогообложения в одной из стран по принципу: или по месту происхождения дохода, или по местонахождению получателя (владельца) дохода. Так, доходы промышленного и торгового происхождения, а также доходы от недвижимости, облагаются налогом в той стране, где на постоянной основе расположены субъекты налогообложения или находится их имущество.

### Налоги на собственность
Налогообложению подлежат: недвижимое имущество (здания и сооружения, оборудование промышленных и сельскохозяйственных предприятий), движимое имущество (акции и облигации, средства на текущих счетах), права собственности. Некоторые виды имущества полностью или частично освобождены от налога (имущество, используемое с целью профессиональной деятельности, предметы старины и др.). Согласно установленным ограничениям, общая сумма налога на собственность и подоходного налога не должна превышать 85 % дохода плательщика.

## Местные налоги и сборы
В 80-х годах ХХ ст. во Франции была проведена реформа местного самоуправления. Законом «О правах и свободах коммун, департаментов, регионов» от 2 марта 1982 г. было урегулировано разграничение полномочий, распределение финансовых ресурсов между органами государственной и местной власти. В результате некоторой децентрализации управления удельный вес местных бюджетов достиг 60 % от общего объёма бюджетных средств государства. При формировании местных бюджетов соответствующие органы самостоятельно определяют ставки налогов, на которые распространены их компетенция, но в пределах установленного актом Национального собрания (парламентом Франции) максимального уровня. К началу XXI в. сложилась система из 16 местных налогов и сборов, а именно: земельный налог на застроенные участки; земельный налог на незастроенные участки; налог (сбор) на уборку территорий; налог на жилье; профессиональный налог, сбор на содержание сельскохозяйственной палаты, сбор на содержание торгово-промышленной палаты, сбор на содержание палаты ремёсел; местный сбор на освоение рудников; сбор на установку электроосвещения, сбор за используемое оборудование; налог на продажу зданий, сбор с автотранспортных средств; налог на превышение допустимого лимита плотности застройки; налог на превышение лимита занятости территории; сбор на озеленение.

### Земельный налог и налог на жилье
Земельным налогом на застроенные участки облагается 50 % кадастровой или арендной стоимости недвижимости и земельных участков, предназначенных для промышленного и коммерческого использования. Освобождены от налога: государственная собственность; здания сельскохозяйственного назначения; жилые дома и квартиры, принадлежащие физическим лицам, старше 75 лет, а также лицам, которые получают помощи из социальных фондов или выплаты по инвалидности. Земельный налог на незастроенные участки взимается на основе 80 % кадастровой или арендной стоимости участка под застройку, а также полей, лесов и болот, которые находятся в частной собственности. От данного налога полностью освобождены государственные земли, временно — площади с искусственными лесонасаждениями (вероятно до момента коммерческой эксплуатации леса) и некоторые другие. Налог на жилье платят владельцы и/или арендаторы жилых помещений (домов и квартир). Малообеспеченные полностью или частично освобождаются от данного налога. Ставки земельного налога и налога на жилье определяются каждым органом местного самоуправления частности, но не могут превышать более чем в 2,5 раза среднюю ставку предыдущего года на региональном или общенациональном уровне.

### Профессиональный налог
Профессиональный налог (taxe professionnelle, в некоторых источниках переводится как промысловый налог) налагается на лиц, за работу которых заработная плата непосредственно не выплачивается. Самая многочисленная категория плательщиков данного налога — так называемые лица свободных профессий (писатели, журналисты, художники, артисты и др., кроме медицинских сестёр и сиделок, а также владельцев автомобилей, занятых частным извозом). Ставка налога определяется каждой административно-территориальной единицей отдельно в зависимости от двух критериев: от оценочной стоимости помещения, которое плательщик использует для своей деятельности, и величины дохода плательщика. Ставка профессионального налога не может превышать 3,5 % суммы добавленной стоимости, созданной плательщиком в течение года. Добавленная стоимость определяется как разница между суммой полученного дохода и затратами в текущих ценах, связанными с профессиональной деятельностью. Возможны различные скидки в зависимости от состояния используемых помещений, степени амортизации оборудования, динамики цен. Налогоплательщик подаёт декларацию с соответствующей информацией.

## Борьба с уклонением от уплаты налогов
Во Франции налоговые центры владеют информацией по банковским базам данных: к ним поступает информация о каждом открытии счета, о каждом крупном переводе денег, который формально может стать поводом для дополнительной проверки декларации, заполненной самим налогоплательщиком. Кроме того, налоговые центры пользуются отдельными базами данных по земельному налогообложению, по налогам на жилье, а также базами данных о наличии скаковых лошадей, яхт, самолётов. Налоговые центры обладают также информацией о покупке автомобиля, недвижимости и даже о декларации, которую налогоплательщик заполняет при приёме на работу. Налоговые органы активно сотрудничают и обмениваются информацией с таможней, полицией и такими компаниями, как «Франс-Телеком», «Електрисите де Франс» и «Газ де Франс». Такой объем информации позволяет в любой момент, не вставая с рабочего места, проверить правдивость декларации о доходах, поданной налогоплательщиком, в настоящий момент не возможно втайне от налогового ведомства открыть банковские счета, например, в Париже, Лилле и Марселе. Первичная обработка информации компьютеризирована: каждая декларация тщательно проверяется на компьютере. Привлечь повышенное внимание инспектора может что угодно: даже необъяснимое повышение расходов на уход за детьми. Подозрительное досье снова «загоняется» к компьютер, проверяется по специальной программе, на экране появляются все данные, касающиеся финансового состояния налогоплательщика, включая текущие доходы, адрес его нанимателя, семейное положение за последние три года. Если этого недостаточно, включается ещё одна программа, которая проверяет последние адреса налогоплательщика. Третья программа сообщает о его недвижимости, об актах на куплю-продажу, дарственные и т. д., чтобы оценить, насколько достоверна цена сделки, которая осуществлена. Если цена не совпадает с заявленными доходами — это предмет расследования. Однако самой информатики недостаточно. Специальный отдел Национальной дирекции налоговых расследований, штаб-квартира которой находится в парижском пригороде Пантен, ежедневно обрабатывает прессу: особым вниманием пользуются рубрики объявлений о купле-продаже, найме, а также светская хроника. Другие отделы — общей численностью до 1300 человек — занимаются сбором информации непосредственно на местах, используя контакты в полиции, мэриях, банках, ресторанах и даже торговцев автомобилями. Именно этим отделам удаётся иногда выйти на след преступлениям в теневой экономике. Налоговые инспекторы охотно пользуются и неформальными источниками информации, в частности анонимными письмами, показаниями соседей, информаторов. Налоговая администрация официально премирует информаторов, но лишь после того, как взыщет с неплательщика сумму, которую он задолжал, вместе со штрафами. Сами инспекторы работают только за зарплату — они не получают премий которые бы привязывались к тем средствам которые они сэкономили государственной казне. Нововведением последних лет стал не просто обмен информацией между налоговым ведомством и полицией, но и совместные операции. Почти пятьдесят налоговых инспекторов, которые имеют одновременно удостоверение сотрудника полиции и работника налоговых органов, заняли кабинеты в отделениях криминальной полиции. Кроме того, налоговые инспекторы в соответствии с законодательством имеют право на ознакомление с делом, рассматривается в суде. Особенно их интересуют досье, касающиеся финансовых махинаций и злоупотреблений, тайного финансирования политических партий и функционирования так называемых чёрных касс. Наконец, налоговое ведомство пользуется услугами частных детективов, хотя официально и отрицает эту практику. Чаще всего в «контрольные сети», расставленные налоговыми инспекторами, попадают рядовые налогоплательщики. Досье обычного служащего проверяется примерно раз в 8 лет, нотариуса — в 28 лет, парикмахера — в 40 лет, врача — в 50 лет, а крестьянина — в 134 года. Привилегированными лицами занимается особая служба — Национальная дирекция проверки налоговой ситуации. В её ведении, в частности, находятся крупные политические деятели. Своя градация и у предприятий — малые фирмы (до 5 млн евро оборота) проверяются относительно быстро — достаточно и трёх месяцев. Большими многонациональными компаниями занимается Дирекция национальной международной проверки, где работают около 250 человек. Такие предприятия проверяются основательно раз в 6 — 7 лет. Причём продолжительность проверки может достигать одного года.

### Ответственность за неуплату налогов
Налоговые органы не расценивают как преступление нарушения, не превышающие 5 % подоходного налога. Однако эту задолженность нужно оплатить с процентами — 0,75 % в месяц. За несвоевременное представление декларации в налоговые ведомства налагается штраф в размере 10 % налоговой суммы. В случае если срок несвоевременного представления более месяца, штраф составит 40 %, если же декларация не подана и после повторного напоминания, сумма штрафа увеличится ещё вдвое. Теоретически может угрожать даже такое наказание, как лишение водительских прав сроком до 3 лет. Злостное уклонение от уплаты налогов влечёт за собой тюремное заключение сроком от одного до пяти лет и наложение штрафа от 5 до 250 тысяч евро, не считая возврата всей суммы и процентов за просроченный период. Чтобы заставить неплательщика полностью рассчитаться с государством, существуют такие способы, как наложение ареста на банковские счета, зарплату и также арест имущества. Вместе с тем законодательство предусматривает для налогоплательщика возможности обжалования решения налоговых органов, включая обращение в судебные инстанции.